# 環境教育
環境教育（簡稱EE）是一種試圖以教育根本解決環境問題以促進環境可持續性的教育方法。環境教育是一門跨領域學科，在環境教育的研究領域中必須探討教育學、心理學、行為學、社會學、經濟學等社會科學領域，亦會探討生物學、物理學、化學、生態學、地球科學、大氣科學、數學和地理學等多個自然科學領域，部分的環境教育工作者認為「所有的教育都應該是環境教育」，並可以透過学校教育系统（即包含初等教育與中等教育的學校系統）及非学校教育体系（非學校系統的自然中心、環境學習中心，出版品、網路、多媒體甚至家庭教育等）等多種方式進行。
環境教育通常是以個人或社區群體為目標的教學，幫助其在社會中遇到環境問題時能夠瞭解環境問題的知識、意識到這些問題的解決方案，並有能力去解決這些問題。聯合國教科文組織指出，在社會中傳遞對自然的尊重並提高公眾的環境意識，環境教育至關重要。教科文組織並強調通過保護環境、消除貧困、盡量減少不平等和推動可持續發展，是環境教育能在保護未來全球社會中提高人類的生活品質（QOL）。

## 概論

### 核心理念
環境教育也被認為有六個核心的學習要素：「自然資源保育」、「環境管理」、「生態原理」、「互動與互賴」、「環境倫理」、「永續性」。實務中並強調的在真實環境中進行教育（in environment）；教育有關於環境的知識、態度、技能（about environment）；並且為了實踐永續環境而進行教育（for environment）。同時認為環境問題沒有國界，世界各國都必須共同面對。

### 關注焦點
學者並提出了一些環境教育所關注的焦點：
- 廣泛的接觸所有人口學中討論的公民。
- 在評估環境問題時，以批判性、道德性和創造性的角度進行思考。
- 對環境問題作出有根據的判斷。
- 培養技能，並承諾個體或集體維持並改善環境的行動。
- 提高人們對環境的欣賞，並促進正向的環境行為產生。

## 歷史
環境教育被認為是一種解決環境問題與環境保護的解決方法，故環境教育研究者或工作者常會將環境教育與人類發展歷史共同探討，並認為人類的發展歷史也是人類仰賴地球與自然資源的生存史。環境教育的根源可以追溯到18世紀，當時尚-雅克·盧梭在《愛彌兒：論教育》中強調關注環境的教育是非常重要的。幾十年後，瑞士出生的博物學家路易士·阿格西響應了盧梭的哲學，他鼓勵學生「向自然學習，而不是書本」。這兩位有影響力的學者為19世紀末、20世紀初的環境教育奠定了具體的基礎，也就是自然研究（nature study）。
自然研究運動使用寓言和道德課程來幫助學生培養對自然的欣賞和擁抱自然世界。康奈爾大學自然研究學系主任Anna Botsford Comstock是自然研究運動中的傑出人物，他於1911年撰寫了《自然研究手冊》，用自然教育啟發兒童的文化價值觀。Comstock和該運動的其他領導者（如Liberty Hyde Bailey），則幫助自然研究獲得了社區領袖、教師和科學家的支持，進而改變了美國各地兒童的科學課程。
環境教育通常也被認為是由環境保護運動衍生出來的一個支流，大致可以追溯至19世紀工業革命以來，大規模農業、工業科技發展對大自然所造成的影響，並逐漸開始造成生態系統平衡的破壞以及自然資源的枯竭，並在20世紀後更加惡化，終致衍生出環境危機及人類生存的問題。

### 重要宣言
各國的環境教育發展大多依據聯合國會議所提出的三個宣言為原則進行，包括《斯德哥爾摩宣言》、《貝爾格勒憲章》與《伯利西宣言》。

#### 斯德哥爾摩宣言
1972年6月5-16日，聯合國於斯德哥爾摩舉行「人類環境會議」(UN Conference on the Human Environment)，發表了《聯合國人類環境宣言》也稱斯德哥爾摩宣言（Stockholm Declaration），促使人類注意環境的問題，試圖開啟了人類與自然環境良性互動的紀元，並提出了教育對環境保護的重要性。 該文件由7項宣言和26項原則組成，宗旨為「激勵與指導世界各國人民保護和改善環境。」

#### 貝爾格勒憲章
1975年10月13-22日，聯合國於前南斯拉夫首都貝爾格勒舉行了有關環境教育的國際工作坊，並將此工作坊的成果彙整為《貝爾格勒憲章》並成為了全球性的環境教育框架文件，載明了環境教育的框架、內涵、目標與操作策略。該憲章以斯德哥爾摩宣言為基礎，增加了環境教育方案的宗旨、目標和指導原則，並它定義了環境教育的受眾就是包括一般公眾的所有人。同時界定了環境教育的總目標為：「培養全人類瞭解與關切人類環境及相關問題，並且教會人們相關的知識、技能、態度、意願和恒心以解決當前和預防未來的環境問題。」

#### 伯利西宣言
1977年10月14-26日，聯合國在前蘇聯格鲁吉亚共和国的伯利西舉行了國際環境教育會議，並提出了《伯利西宣言》對於環境教育的角色、目標與特性有了更為完整的論述。該宣言確立了環境教育在保護和改善世界環境、改善世界各地社區的良好和均衡發展方面的重要作用。同時設定了環境教育新的目標、特點和指導原則，同時針對斯德哥爾摩宣言和貝爾格勒憲章進行一些澄清。並定義環境教育是一種教育的過程，在這個過程中，個人和社會認識他們的環境，以及組成環境的生物、物理和文化間的交互作用，得到知識、技能和價值觀，並能個別或集體地解決現在和將來的環境問題。 

### 發展趨勢
環境教育目前的趨勢從「尋求意識形態和行動主義方法」轉變為「使學生根據經驗和數據做出明智決策並採取正確行動的方法」。在這一過程中，環境課程被逐步納入政府的教育標準。但一些環境教育工作者認為這是一種令人沮喪的結果，並且偏離了最初政治積極主義的環境教育方法，但也有一些人認為納入政府教育標準將使環境教育更有效並且更容易實施。無論如何，許多教育機構鼓勵學生積極參與機構或組織的環境教育與管理工作。他們認為：「環保計劃要取得成功，必需要透過學生們從基層支持和高階管理人員的自上而下的支持。」

## 相關領域
環境教育與其他多個學科相互關聯或重疊，大部分的教育領與環境教育相似或有部分相互補充，但其根本哲學可能與環境教育有所差異。這些相關領域包括：
- 公民科學（Citizen Science，CS）：旨在通過較簡單的研究或調查方法，通過招募公眾從事研究棲地收集研究數據來解決科學和環境成果[11]。
- 可持續性發展教育（Education for Sustainable Development，ESD） ：旨在重新定位教育使個人能夠在決策前考量當代和後代的環境完整性、社會正義和經濟可行性以做出明智的決策，同時尊重文化多樣性[1]。
- 氣候變遷教育（Climate Change Education，CCE）：旨在提高公眾對氣候變遷問題及其後果之認識，並為當代和後代做好預先準備，以面對氣候變遷之挑戰，並限制變遷之規模。具體而言，氣候變遷教育需要幫助學習者瞭解氣候變化的原因，影響和管理發展及其知識，技能，價值觀和行動。
- 科學教育（Science Education，SE）：主要著重於發展社會創新思想的知識和技能[3]。
- 戶外教育（Outdoor Education，OE）： 戶外教育意味著學習在戶外環境中。主要推動在「自然」等戶外環境中體驗學習，促進對自然的欣賞從而學習並產生親環境意識和行動的方式[12]，戶外教學是一種戶外教育的方式，但不代表其遵循戶外教育的原則。
- 體驗教育（Experiential education，ExE）： 是一種學習者通過直接經驗構建知識、技能和價值的過程，體驗教育可以是一種環境教育的過程和方法。
- 園藝式學習（Garden-based learning，GBL）：是一種利用園藝場所作為教學環境與工具的教學策略。以園藝場所作為綜合學習的基礎進行教育的計劃，活動和項目，並包含學科內和跨學科的教育，通過在現實世界正向且有吸引力經驗，在非正式的學習環境中對兒童，青年，成年人和社區進行教育。
- 探究式科學（Inquiry-based Science，IBS）：是一種正向的開放式教學方式，學生以科學家的角度，遵循科學步驟來研究某些問題[13]，通常用於生物學和環境科學中。
- 可再生能源教育（Renewable energy education，REE）：可再生能源教育是一個相對較新的教育領域，其總體目標為推動並提供關於使用可再生能源的概念、事實、原則和技術等知識和理解[14]。

由於對於解決環境問題的需求，環境教育也融入或討論下列學科領域：
- 環境生態學
- 環境經濟學
- 環境社會學

## 各國推動狀況

### 中華民國
在台灣，楊冠政被視為台灣環境教育之父，在國立臺灣師範大學設立了環境教育中心，並於1993年改成立為環境教育研究所，此後一直是學術機構與民間組織持續推動環境教育。直到中華民國政府於2010年6月5日頒布了《環境教育法》，並定義環境教育是運用教育方法，培育國民瞭解與環境之倫理關係，增進國民保護 環境之知識、技能、態度及價值觀，促使國民重視環境，採取行動，以達永續發展之公民教育過程。並於2011年6月3日訂定《環境教育法施行細則及環境教育認證法規》。環境教育法的中央主管機關行政院環境保護署並建立了環境教育資訊系統，登錄經認證之環境教育人員、環境教育機構及環境教育設施、場所。截至2021年4月14日止計有219個環境教育設施場所通過環境教育場域之認證。

#### 林務局
行政院農委會林務局在環境教育法立法之前，即在其轄下的八個林區管理處分別設立了八個自然教育中心，並在環境教育法立法之後共同推動環境教育：羅東自然教育中心（羅東林區管理處）、東眼山自然教育中心（新竹林區管理處）、八仙山自然教育中心（東勢林區管理處）、奧萬大自然教育中心（南投林區管理處）、觸口自然教育中心（嘉義林區管理處）、雙流自然教育中心（屏東林區管理處）、知本自然教育中心（臺東林區管理處）、池南自然教育中心（花蓮林區管理處）。

#### 研究機構
中華民國在臺灣所設立的環境教育研究機構大多為師範學校下的研究所或碩士班，在過去有多所學校設有環境教育研究所，但目前大多併在環境資源或科學教育相關系所中，國立臺灣師範大學環境教育研究所是臺灣最後一個環境教育研究所，該所於2023年8月1日正式更名為「永續管理與環境教育研究所」。相關的系所包括：
- 國立東華大學環境學院，自然資源與環境學系，環境教育與生態旅遊碩士班
- 國立臺灣師範大學，永續管理與環境教育研究所
- 國立高雄師範大學，科學教育暨環境教育研究所
- 臺北市立大學，地球環境暨生物資源學系，環境教育與資源碩士班
- 國立臺中教育大學，科學教育與應用學系，環境教育與管理碩士班
- 國立臺南大學，環境教育碩士在職學位學程
- 國立清華大學，環境與文化資源研究所

### 美國
在美國，1970年代以後，將環境教育視為重點的非政府組織不斷的形成和發展，在課堂上實施環境教育的教師人數也不斷增加，這樣的環境教育運動並得到了更強有力的政治支持。1990年美國國會通過了《國家環境教育法》（National Environmental Education Act），並在美國環境保護局下設置環境教育辦公室，並允許環保局在制定聯邦級的環境教育倡議。通過環保局的環境教育資助計劃，美國的公立學校、社區機構和非政府組織獲得聯邦資助，並用於環保局列為優先事項的當地教育項目，例如：空氣品質、水質，化學安全和社區公眾參與等。 
美國的環境教育將自然研究、保育教育與學校露營視為環境教育的前因。自然研究將學術方法與戶外探索相結合。保育教育使人們意識到自然資源的濫用，美國國家森林局和環保局等政府機構也共同推動保育宣言，保育的理念是美國當前環境教育的指導原則。學校露營是以教育目的在課堂外而接觸環境和使用其資源。這些前因的部分都仍然存在於美國不斷發展的環境教育領域。

## 外部連結
- 國外綠色教育簡述:思想與實踐 （页面存档备份，存于）
- HKGoGreen 香港的綠色教育 （页面存档备份，存于）
- 中華民國環境教育法 （页面存档备份，存于）
- 中華民國環境教育法施行細則及環境教育認證法規 （页面存档备份，存于）
- 中華民國環境教育資訊系統 （页面存档备份，存于）
- 國立臺灣師範大學環境教育研究所 （页面存档备份，存于）
- 臺北市立大學環境教育與資源碩士班 （页面存档备份，存于）
- 國立臺中教育大學 環境教育及管理碩士班 （页面存档备份，存于）
- 國立高雄師範大學 科學教育暨環境教育研究所